# Ernest Weber
Ernest Weber (Cedarsburg, Wisconsin, 6 juli 1883 – 1953) was een Amerikaans componist en dirigent.

## Levensloop
Weber vertrok met zijn ouders in 1900 naar Stevens Point in Wisconsin. Hij speelde viool in een orkest, dat onder leiding stond van Grant White. In 1905 werd hij dirigent van het stedelijk harmonieorkest in Stevens Point. De naam van dit orkest veranderde al spoedig in Weber's Band. Weber bleef dirigent van dit orkest tot 1952. In de jaren 1920 werd de naam van het orkest opnieuw veranderd in Stevens Point City Band.
Weber was oprichter van verschillende stedelijke harmonieorkesten in Wisconsin en daarbuiten, zoals in Waupaca, Wisconsin Dells, Burlington en Amherst. Verder was hij directeur van de Nord Wisconsin Saenger Bezirk, een districtfederatie van Duitszingende koren en gezelschappen.
Als componist schreef hij concertwerken en marsen voor harmonieorkest.

## Composities

### Werken voor harmonieorkest
- 1925 Twilight in the Mountain, symfonisch gedicht
- 1934 Evening Idyll
- 1934 Trombone Antics
- Century of Progress, mars (uitgevoerd op de Wereldtentoonstelling in 1938 in Chicago)
- Golden Spur March
- Song of the Rose, symfonisch gedicht
- The Great Century, mars
- United America, mars
- Yankee Spirit, mars